# 禿姓
禿姓是中文姓氏，是中国最早的姓氏之一。古時，禿姓是祝融（掌火之官）祿終的後代，是祝融八姓之一。相傳祿終有昆吾、参胡、彭祖、会人、晏安、季连等六子，分賜己姓、斯姓、彭姓、妘姓、曹姓及芈姓所出，是為「祝融六姓」。其後，彭姓分出秃姓，曹姓分出斟姓。所以形成祝融八姓：己、斯、彭、秃、妘、曹、斟、芈。。
後來鮮卑人有禿髮氏，魏明元帝時，以禿髮氏与拓拔氏同源，賜姓源姓，亦有改為禿姓者。
武漢起義，宣統遜位後，漢民族主義大興，因疑是少數民族之姓，且「禿」字不雅，後人多改「禿」下部「儿」為「子」，是為季姓。

## 另見
- 上古八大姓